# Гоулд, Нолан
Но́лан Го́улд (англ. Nolan Gould, род. 28 октября 1998 года, Нью-Йорк, Нью-Йорк, США) — американский актёр, наиболее известный по роли Люка Данфи в телесериале «Американская семейка».

## Биография

### Ранняя жизнь и образование
Гоулд родился в Нью-Йорке, в семье Анджелы и Эдвина Гоулд. Вскоре после его рождения семья, из-за военной карьеры отца, переехала в Феникс Сити, штат Алабама. Когда Гоулду было пять лет, они переехали в Калифорнию. У него есть старший брат, Эйдан (род. 1997), также являющийся актёром.
Гоулд — член общества «Менса», объединяющего людей с высоким коэффициентом интеллекта. Он окончил школу экстерном в возрасте 13 лет, а его IQ равно 150 баллам. В 2017 году он поступил в Университет Южной Калифорнии, где изучает кинематографическое искусство.

### Карьера
Гоулд начал карьеру в возрасте трёх лет, начав появляться в рекламе. С 2007 года сыграл более чем в 20 фильмах и сериалах, среди которых «Секс по дружбе», «Монтана», «С кем переспать?!», «В последний миг», «Держись, Чарли!» и другие. Наибольшую известность ему принесла роль Люка Данфи в комедийном сериале канала ABC «Американская семейка», выходившем с 2009 по 2020 год.
Он дважды становился лауреатом премии «Молодой актёр», а совместно с актёрским составом шоу «Американская семейка» выиграл четыре премии Гильдии киноактёров в категории «Лучший актёрский состав в комедийном сериале» (2011–2014). По состоянию на 2017 год, за каждый эпизод сериала он получал более $100,000.

## Фильмография

### Кино
| Год  | Название на русском            | Оригинальное название       | Роль                | Примечания             |
| ---- | ------------------------------ | --------------------------- | ------------------- | ---------------------- |
| 2006 |                                | The McPassion               | сын в ресторане     | Короткометражный фильм |
| 2006 | Комната ожидания               | Waiting Room                | ребёнок             | Короткометражный фильм |
| 2007 |                                | The Secret of Ruby Scorpion |                     | Короткометражный фильм |
| 2007 | Have a Nice Death              |                             |                     | Короткометражный фильм |
| 2007 | Санни и Шер любят тебя         | Sunny & Share Love You      | Джейсон             |                        |
| 2008 | Монтана                        | Монтана                     | Джонни              |                        |
| 2009 | Космические друзья             | Space Buddies               | Сэм                 |                        |
| 2009 | Истерия                        | Hysteria                    | ребёнок             |                        |
| 2011 | Герои-чудовища                 | Monster Heroes              | юный Джонас Стейн   |                        |
| 2011 | Секс по дружбе                 | Friends with Benefits       | Сэм                 |                        |
| 2013 | С кем переспать?!              | The To Do List              | Макс                |                        |
| 2015 | Поле потерянной обуви          | Field of Lost Shoes         | Роберт              |                        |
| 2019 | Да                             | Yes                         | Джеремайя Розенхафт |                        |
| 2023 | Лагерь                         | Camp                        | Иван                |                        |
| 2023 | Проект «Бабуля»                | The Nana Project            | Эндрю               |                        |
| 2023 | Дьявол в деталях. Дело Миранды | Miranda’s Victim            | Джеймс Валенти      |                        |

### Телевидение
| Год       | Название на русском          | Оригинальное название          | Роль                | Примечания                      |
| --------- | ---------------------------- | ------------------------------ | ------------------- | ------------------------------- |
| 2007      | Их разыскивают в Америке     | America’s Most Wanted          | юный Пол Джексон    | Эпизод: «Paul Jackson»          |
| 2007      | Из головы Джимми             | Out of Jimmy’s Head            | юный Джимми         | 2 эпизода                       |
| 2008      | Сладкие слова для моих ушей  | Sweet Nothing in My Ear        | Марк Скотт          | Телевизионный фильм             |
| 2008      | В последний миг              | Eleventh Hour                  | Джон Уорнер         | Эпизод: «Containment»           |
| 2009-2020 | Американская семейка         | Modern Family                  | Люк Данфи           | Основной актёрский состав       |
| 2010      | Держись, Чарли!              | Good Luck Charlie              | Зандер              | Эпизод: «Sleepless in Denver»   |
| 2011-2014 | Р. Л. Стайн: Время призраков | R.L. Stine’s The Haunting Hour | Грегори / Джек Пирс | 2 эпизода                       |
| 2012      | Упырь                        | Ghoul                          | Тимми Грако         | Телевизионный фильм             |
| 2012      | Рождественское приключение   | Abominable Christmas           | Адам (озвучка)      | Телевизионный фильм             |
| 2015      | София Прекрасная             | Sofia the First                | Эллиот (озвучка)    | Эпизод: «Substitute Cedric»     |
| 2022      | Анатомия страсти             | Grey’s Anatomy                 | Чейз Сэмс           | Эпизод: «Wasn’t Expecting That» |

### Музыкальные видео
| Год  | Название       | Ссылка                                                                                               | Артист                     |
| ---- | -------------- | --- | -------------------------- |
| 2017 | 1-800-273-8255 | link=https://www.youtube.com/watch?v=Kb24RrHIbFk Архивная копия от 16 апреля 2019 на Wayback Machine | Logic, Алессия Кара, Халид |
| 2019 | Help Me Now    | link=https://www.youtube.com/watch?v=K7VzNWHqiK0 Архивная копия от 17 апреля 2019 на Wayback Machine | Кевин Макхейл              |